# 布洛克峰
85°41′S 176°13′E / 85.683°S 176.217°E
布洛克峰（英語：Block Peak）是南極洲的山峰，座標85°41′S 176°13′E，位於杜費克海岸，屬於格羅夫納山脈的一部分，處於毛格冰原島峰西北面7公里，海拔高度2,770米（9,100英尺），在1929年11月由美國探險隊發現。